# FFA P-16
FFA P-16
FFA P-16
- 用途：戦闘機
- 製造者：FFA　(en:Flug- und Fahrzeugwerke Altenrhein)
- 初飛行：1955年4月25日
- 生産数：2機
- 運用状況：試作のみ

FFA P-16は1950年代にスイスで試作された地上攻撃用途のジェット機である。FFA社(en:Flug- und Fahrzeugwerke Altenrhein)で開発された。スイスでジェット戦闘機を開発する2回目の計画であったが、5機を試作しただけで、運用にいたらず計画は中止された。
P-16はそれまでスイス空軍が使用していたプロペラ攻撃機の代替機として、近接支援を目的として開発された。乗員1名で、単発エンジンで、エアインテークは機体の両側に設け、主翼は低翼配置とした。水平尾翼は、垂直尾翼のなかほどに配置された。不整地での運用を可能にするために複列のタイヤを備えた頑丈な主脚を取り付け、主翼前縁全体に取り付けたスポイラー、後縁のファウラーフラップなどの高揚力装置により330m以内で離着陸できた。
2機のプロトタイプが1952年に発注され、最初の1機は1955年4月25日に初飛行した。1号機は事故で失われたが4機の追加試作機が発注された。2号機は1956年8月15日、音速を突破した。
追加試作機(Mk II)はエンジンをアームストロング・シドレー サファイア6からより出力の大きいサファイア7に変更された。
試験飛行は順調で1958年には100機の契約が結ばれたが、最初の追加試作機が事故で失われると、スイス政府は契約を廃棄し、ホーカー ハンターの購入を決定した。
FFAは自己資金で開発を続け、2機の製造をおこなったが、契約を得ることはできなかった。主翼の設計は後にアメリカのビジネス機リアジェット23に採用された。現存する1機はスイス空軍博物館に展示されている。

## 仕様
- 全長：14,24 m
- 全巾：11,14 m
- 全高： 4,26 m
- 翼面積： 30 m²
- エンジン：アームストロング・シドレー サファイア ASSA-7 （推力）4.990 kp
- 最高速度： 1.115 km/h (Mach 1)

## Versions
- Mk I:
- Mk II:
- Mk III:

Suposed Versions:
- P-16-Trainer
- AA-7: SNECMA Atar 9C
- AJ-7: General Electric J79
- AR-7: Rolls-Royce RB.168

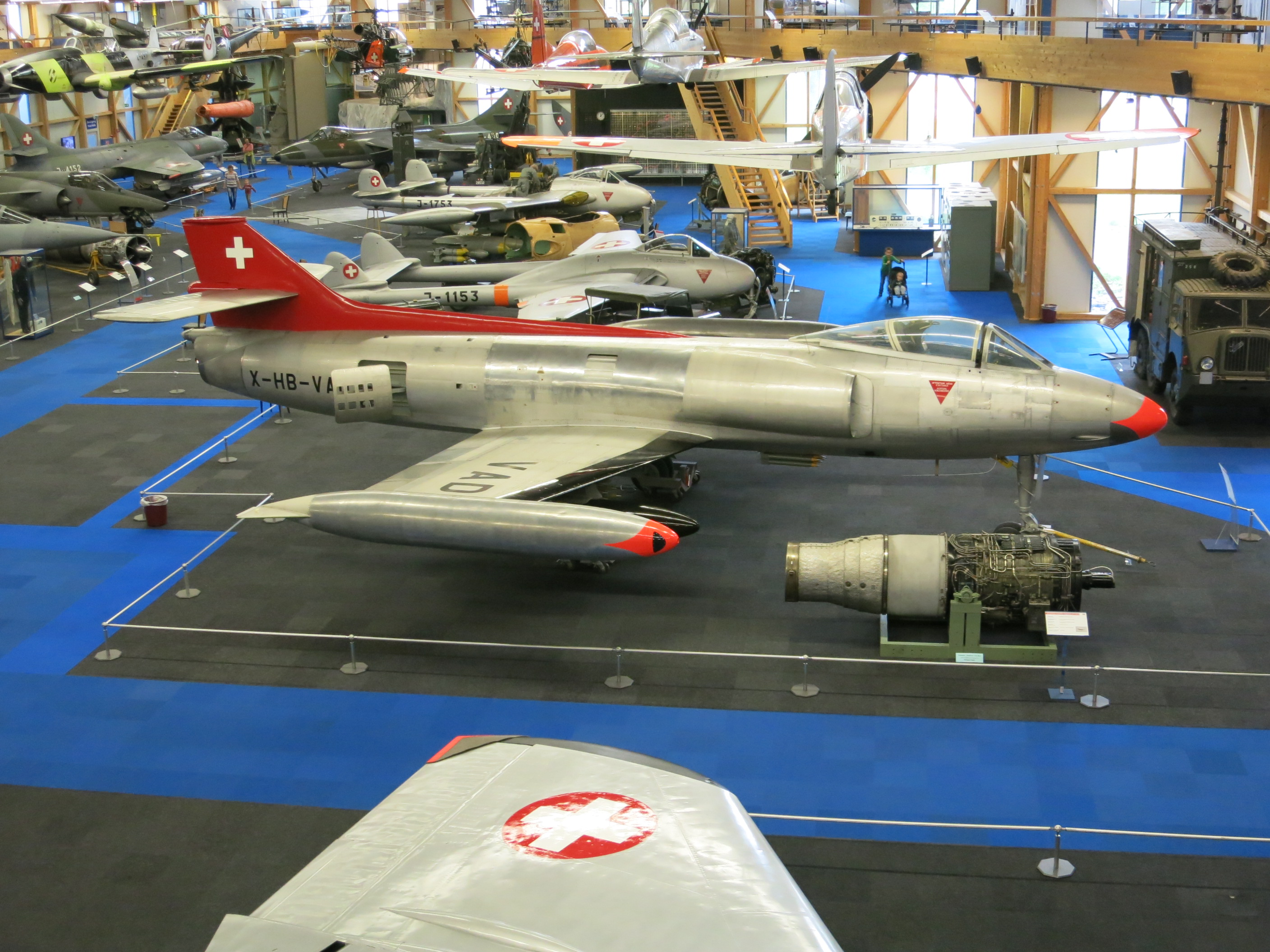
FFA P-16 MK.III J-3005/ X-HB-VAD
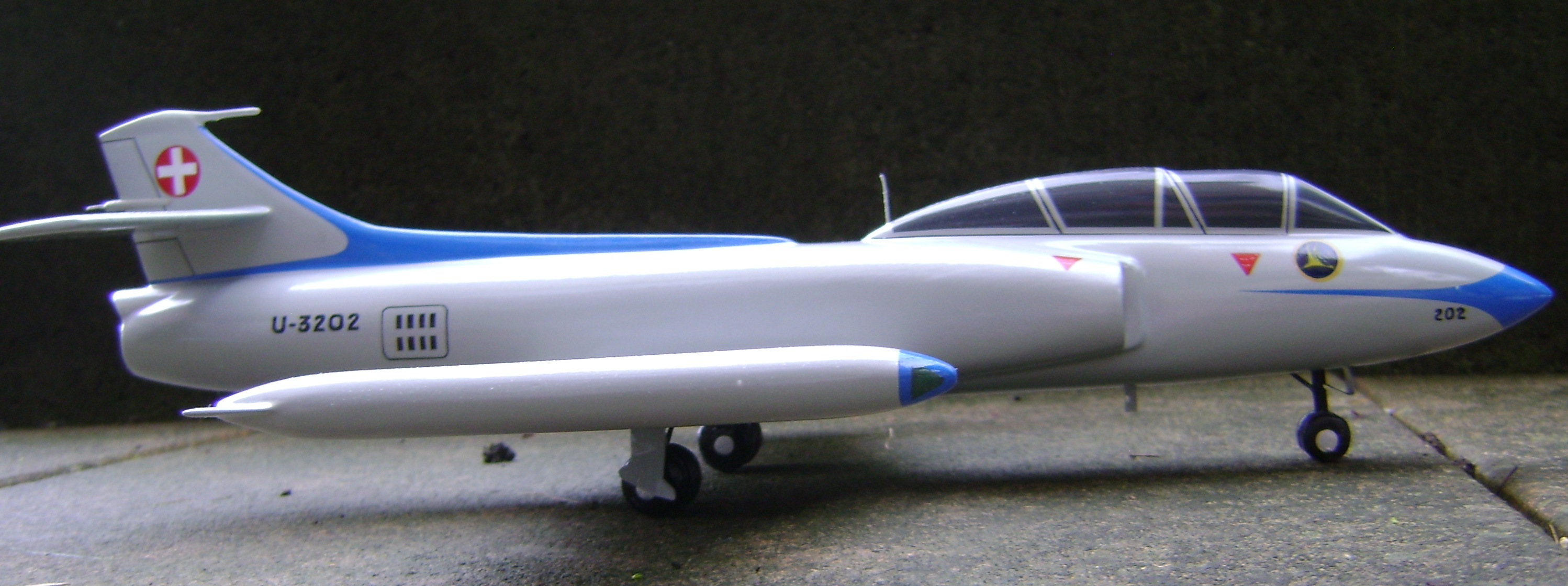
FFA P-16 Trainer
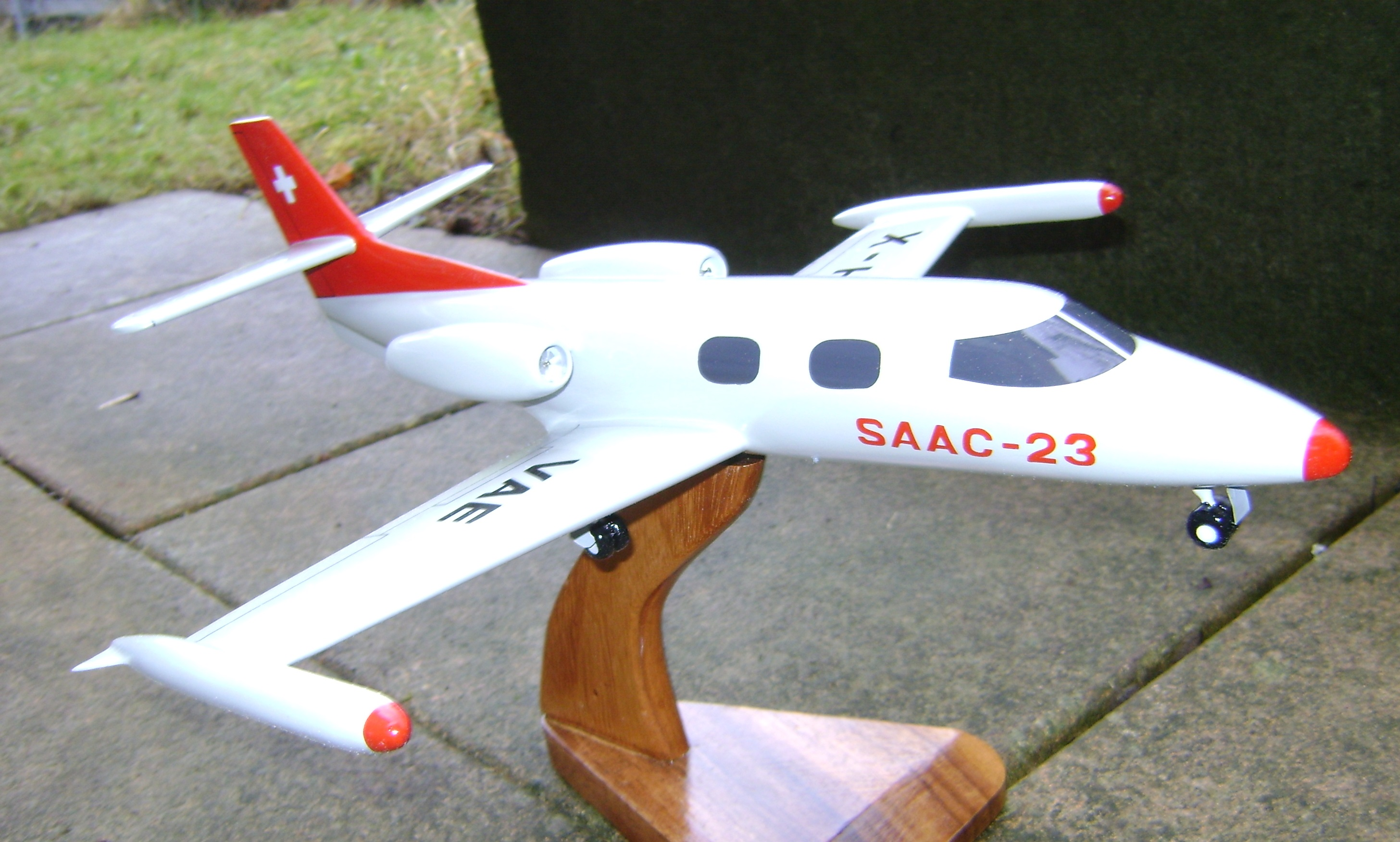
FFA SAAC-23

- 映像 - YouTube